# François Naville

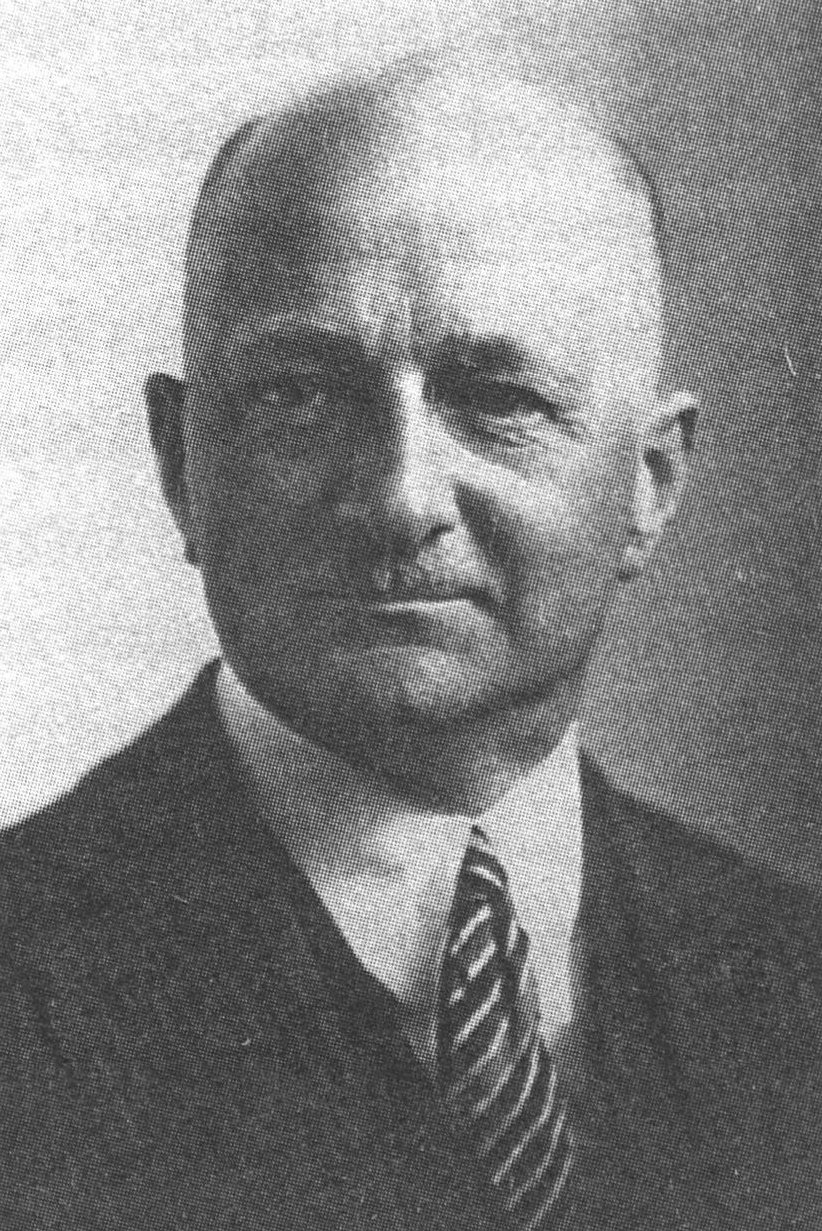
François Naville (1930)

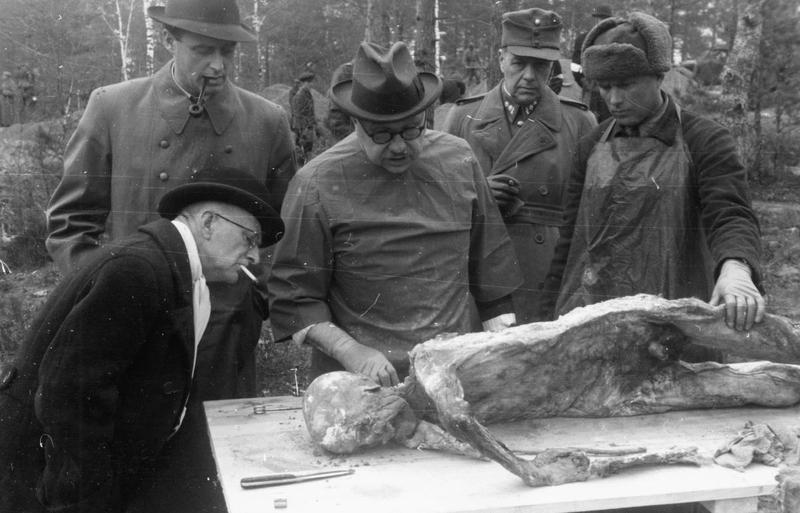
François Naville, Helge Tramsen, Ferenc Orsós, Arno Saxén und ein Helfer in Katyn (von links)

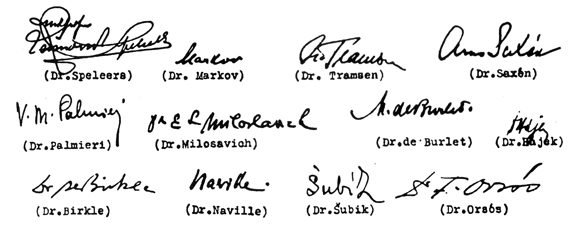
Unterschriften der Kommissionsmitglieder am 30. April 1943

François Naville (* 14. Juni 1883 in Neuenburg; † 3. April 1968 in Genf) war ein Schweizer Arzt.

## Leben
Naville studierte Medizin in Genf und Paris und schloss 1907 mit dem Staatsexamen und 1910 mit dem Doktorat ab. Er beschäftigte sich zunächst mit Neurologie und Kinderpsychiatrie; 1912 wurde er Privatdozent für Neurologie. Später wandte er sich der klinischen Kriminologie zu, 1928 wurde er ausserordentlicher Professor für Rechtsmedizin. 1934 wurde er zum ordentlichen Professor berufen und wurde Direktor des Instituts für Rechtsmedizin der Universität Genf.
Er hielt (zusammen mit der Psychopädagogin Alice Descœudres, 1877–1963) Vorlesungen in den Bereichen Psychologie, Psychoanalyse, Pädagogische Medizin und Physiologie am Institut Jean-Jacques Rousseau in Genf.
Naville war als Rechtsmediziner an der Aufklärung des Massakers von Katyn beteiligt. Mit Billigung der schweizerischen Behörden und des Internationalen Komitees vom Roten Kreuz (IKRK) nahm er auf Einladung der deutschen Besatzer an der Reise einer internationalen Ärztekommission nach Katyn teil, die dort Ende April 1943 Opfer des Massakers obduzierte. Dem deutschen Oberstleutnant Rudolf-Christoph von Gersdorff, der die Dienstaufsicht über die Exhumierungen im Wald von Katyn führte, erklärte Naville, er habe an der sowjetischen Täterschaft keinerlei Zweifel.
1946 versuchte die Verteidigung Hermann Görings, ihn als Entlastungszeugen für den Anklagepunkt Katyn beim Nürnberger Prozess zu gewinnen, doch lehnte Naville dies ab. Er habe seinen bisherigen Stellungnahmen nichts hinzuzufügen.
Er sah sich nach dem Zweiten Weltkrieg wegen seiner Reise nach Katyn scharfer Angriffe durch die Partei der Arbeit ausgesetzt. Deren Abgeordneter im Genfer Grossrat, Jean Vincent, warf ihm Kollaboration mit dem NS-Regime vor und forderte seinen Ausschluss aus der Universität.  Doch verteidigten ihn sowohl die Universitätsleitung als auch das Präsidium des Genfer Kantonsparlaments. Naville verfasste einen Bericht über die Arbeit der Internationalen Ärztekommission, in dem er alle Indizien für die sowjetische Täterschaft zusammenfasste. Die Genfer Tageszeitung Tribune de Genève druckte den Bericht in Auszügen ab.
Als Naville 1947 einen Juristenkongress im italienischen Sanremo besuchte, versuchte ein polnischer Teilnehmer im Auftrag der Volksrepublik Polen, ihn zu einer Distanzierung vom Bericht der Internationalen Ärztekommission zu bewegen. Doch Naville ging darauf nicht ein, wie aus Dokumenten des polnischen Geheimdienstes UB hervorgeht. 1952 bekräftigte er bei einer Anhörung durch einen Ausschuss des US-Repräsentantenhauses unter Leitung des demokratischen Abgeordneten Ray J. Madden (Madden-Kommission), dass die polnischen Offiziere in Katyn von der sowjetischen Geheimpolizei NKWD exekutiert worden seien.
In den 1960er Jahren war Naville an der Autopsie von Charles Zumbach beteiligt, dessen Erkenntnisse (Opfer und Täter mit gleicher Blutgruppe 0) Zweifel über die Schuld des Angeklagten Pierre Jaccoud brachte.

## Publikationen (Auswahl)
- Contribution à l’étude de l’aliénation mentale dans l’armée suisse et dans les armées étrangères: étude clinique, statistique, et de prophylaxis. Kündig, Genf 1910 (Dissertation).
- Etude anatomique du névraxe dans un cas d’idiotie familiale amaurotique de Sachs. Orell Füssli, Zürich 1917.
- Résumé des publications de F. Naville, professeur ordinaire de médecine légale à l'Université de Genève. Imprimerie du Journal de Genève, Genf 1938.
- La réaction du floculation de Meinicke (M. T. R.) en médecine légale. Schwabe, Basel 1941.